# Скипева къща („Македономахи“ № 42)
Къщата на улица „Македономахи“ № 42 (на гръцки: Οικία επί της οδού Μακεδονομάχων 42) е къща в град Воден, Гърция.
Къщата е разположена в традиционния квартал Вароша на улица „Македономахи“ № 42. Изградена е в XIX век. Собственост е на Г. Скипис.
В 1988 година като пример за традиционната градска архитектура на XIX век е обявена за паметник на културата.